# حي الشحر (حضرموت)
حي الشحر هو أحد أحياء عزلة الشحر التابعة لمديرية الشحر في محافظة حضرموت اليمنية. يبلغ تعداد سكانه 36452 نسمة حسب التعداد السكاني في اليمن لعام 2004.